# Karl Wilhelm von Dalla Torre
Karl Wilhelm von Dalla Torre (* 14. Juli 1850 in Kitzbühel, Tirol; † 6. April 1928 in Innsbruck) war ein österreichischer Biologe. Sein offizielles botanisches Autorenkürzel lautet „Dalla Torre“.

## Leben und Wirken
Dalla Torre studierte Naturwissenschaften an der Universität Innsbruck. 1874 wurde er promoviert und 1881 in Entomologie an der Universität Innsbruck habilitiert. Er war ab 1890 außerordentlicher Professor für Zoologie und ab 1921 Ehrenmitglied der Universität Innsbruck.

## Schriften
- Catalogus hymenopterorum hucusque descriptorum systematicus et synonymicus. Vol. 1–10. Leipzig 1894
- Karl Wilhelm von Dalla Torre & Anton Hartinger [Ill.]: Atlas der Alpenflora. Wien: Verl. d. Dt. u. Österr. Alpenvereins, 1882–1884
- Die Alpenpflanzen im Wissensschatz der deutschen Alpenbewohner (1905)
- Flora der gefürsteten Grafschaft Tirol, des Landes Vorarlberg und des Fürstentums Liechtenstein, gemeinsam mit Ludwig von Sarnthein (1900–1913)
- Heinrich von Ficker & Karl Wilhelm von Dalla Torre: Klimatographie von Tirol und Vorarlberg. Wien: Gerold, 1909.